# Eumelea latiparies
Eumelea latiparies là một loài bướm đêm trong họ Geometridae.